# Madame et le Mort
Pour plus de détails, voir Fiche technique et Distribution.
Madame et le Mort est un film français réalisé par  Louis Daquin en 1942 et sorti en 1943.

## Synopsis
Dans un train, un individu ayant usurpé l'identité d'un auteur célèbre d'un roman policier a été tué. Pourquoi et par qui?

## Fiche technique
- Titre : Madame et le Mort
- Réalisation : Louis Daquin
- Scénario : Marcel Aymé, d'après le roman de Pierre Véry
- Dialogues : Pierre Bost
- Photographie : Jean Isnard
- Décors : René Moulaert
- Son : Jacques Vacher
- Musique : Roger Désormière et Jean Wiener
- Montage : Suzanne de Troeye
- Société de production : Société des films Sirius
- Pays :  France
- Format : Son mono - Noir et blanc
- Genre : Policier
- Durée : 103 minutes
- Date de sortie :
  - France : 21 avril 1943

## Distribution
- Henri Guisol : Armand Le Noir
- Renée Saint-Cyr : Clarisse Coquet
- Michel Vitold : Nazarian
- Marguerite Pierry : Mademoiselle Malvina
- Pierre Renoir : Charles de Bruine
- Alexandre Rignault : Avril
- Maurice Dorléac : un philosophe
- Jacques Grello : l'employé aux Objets Trouvés
- Raymond Bussières : Griset
- Lucien Gallas : Léopold
- Guy Decomble
- Gabrielle Fontan : la concierge de Le Noir
- Richard Francoeur : le commissaire
- Paul Frankeur
- Marta Labarr : Phyllis